# رونالد ستيوارت ريتشي
رونالد ستيوارت ريتشي (بالإنجليزية: Ronald Stuart Ritchie؛ 4 يوليو 1918 – 18 أغسطس 2007) كان اقتصاديًا كنديًا، وزعيمًا في قطاع الأعمال، وكاتبًا، وموظفًا حكوميًا، وعضوًا في البرلمان الكندي. يُعرف بشكل أساسي بدوره في تأسيس معهد البحوث في السياسات العامة (Institute for Research on Public Policy)، كما شغل عضوية مجلس العموم الكندي خلال فترة حكومة جو كلارك.

## الحياة والمسيرة
وُلد ريتشي في كندا عام 1918، وتلقى تعليمه في مجال الاقتصاد. تنقّل بين مناصب قيادية في المؤسسات الأكاديمية والاقتصادية، كما عمل في القطاع العام الكندي حيث عُرف بإسهاماته في تطوير السياسة العامة.
في عام 1969، أعدّ ريتشي تقريرًا لصالح الحكومة الكندية بعنوان "الخيارات السياسية لكندا"، وهو التقرير الذي أدى إلى إنشاء معهد البحوث في السياسات العامة، الذي أصبح لاحقًا من أبرز مراكز الفكر الكندية المستقلة.

## العمل السياسي
في عام 1979، تم انتخاب ريتشي نائبًا في البرلمان عن الحزب التقدمي المحافظ في دائرة Don Valley West خلال حكومة جو كلارك، لكنه خسر مقعده بعد عام واحد في انتخابات 1980.

## الجوائز والتكريم
في عام 1994، حصل ريتشي على وسام كندا (CM) تقديرًا لإسهاماته في السياسة العامة والفكر الاقتصادي.

## المؤلفات والأعمال الفكرية
إلى جانب مسيرته في السياسة والاقتصاد، كان رونالد ستيوارت ريتشي كاتبًا فكريًا نشطًا، وترك عددًا من الدراسات والمقالات المؤثرة في مجال السياسات العامة.
من أبرز أعماله:
- تقرير "الخيارات السياسية لكندا" (1969): أحد أهم الوثائق التي أعدّها ريتشي، وقد شكّل الأساس الفكري والعملي لتأسيس معهد البحوث في السياسات العامة، حيث دعا فيه إلى استقلالية مراكز الفكر عن الحكومة، وضرورة وجود مؤسسة بحثية مستقلة لدعم اتخاذ القرار السياسي المبني على المعرفة.[6]

- مساهمات منتظمة في مجلات فكرية كندية حول موضوعات مثل: السياسة الصناعية، التعليم، والحوكمة الفيدرالية، حيث تم نشر مقالاته في دوريات مثل Policy Options وCanadian Public Administration.

تميزت كتابات ريتشي بالوضوح التحليلي والتركيز على إصلاح السياسات العامة من منظور اقتصادي وتطبيقي، واعتُبرت من بين المساهمات المؤسسة لحقل تحليل السياسات في كندا الحديثة.

## الوفاة
توفي رونالد ستيوارت ريتشي في 18 أغسطس 2007 عن عمر ناهز 89 عامًا.